# Tramea carolina
The Carolina Saddlebags, Tramea carolina, là một loài chuồn chuồn ngô bản địa của miền đông Bắc Mỹ.

## mô tả
The length of the Carolina Saddlebags measures 45 đến 54 milimét (1,8 đến 2,1 in). The thorax and basal part of each wing is brown. The eighth and ninth abdominal segments are black. In females, the abdomen and face are brownish red, and the basal part of the forehead is violet. In males, the abdomen and face are bright red, and the entire forehead is violet. Juvenile males resemble females.

## Phân bố và môi trường sống
The Carolina Saddlebags is found from miền nam Nova Scotia to Florida và Bermuda phía tây đến Texas. It is seem all year in Florida and từ tháng 5 đến tháng 8 in Canada. Its habitats include ponds, lakes, swamps, and streams. It is not found near muddy water.

## Behavior
Adults feed in groups from morning till evening, flying 2–7 m (7–23 ft) above the ground. They perch on the tips of stems or other objects.

## Hình ảnh

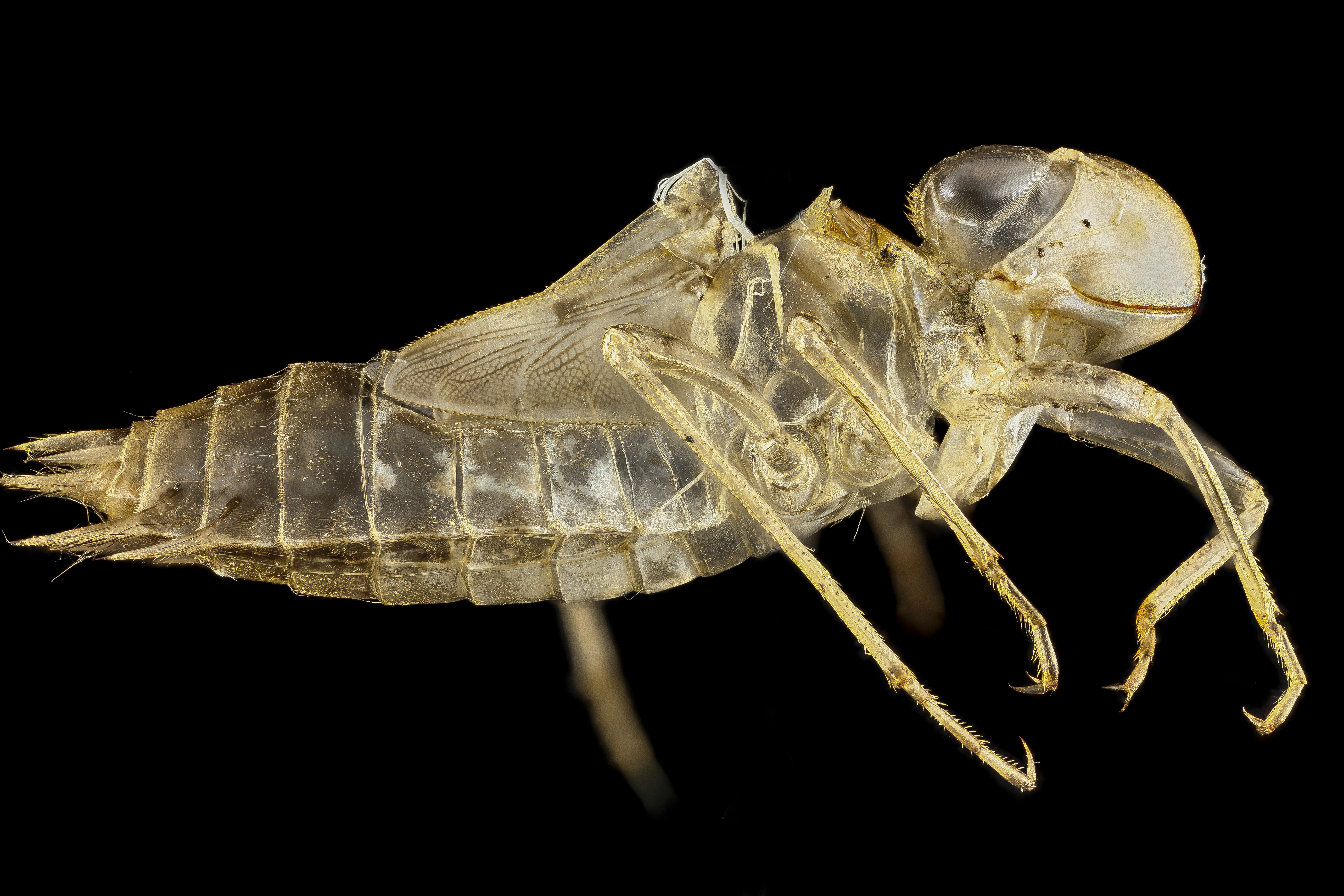
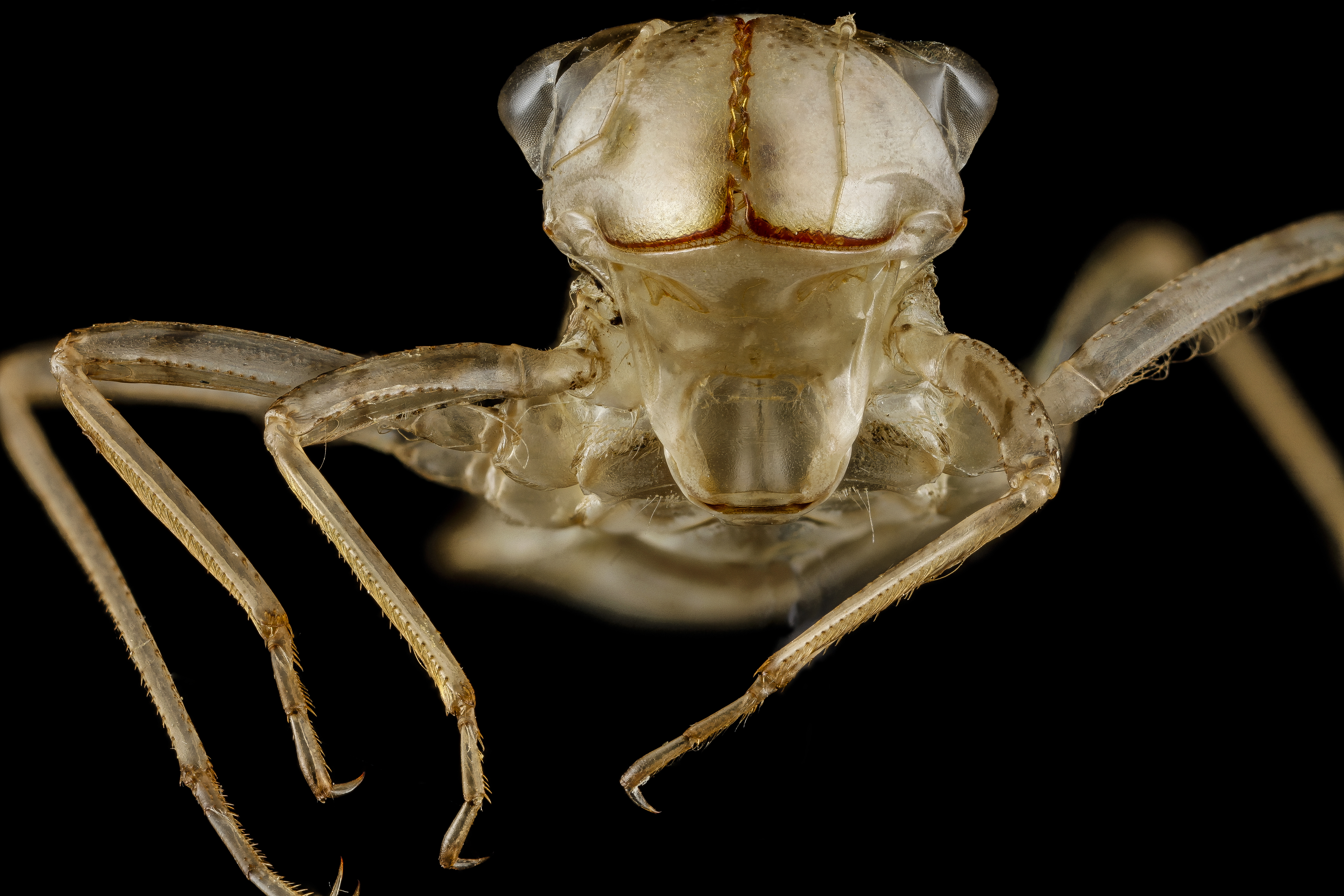
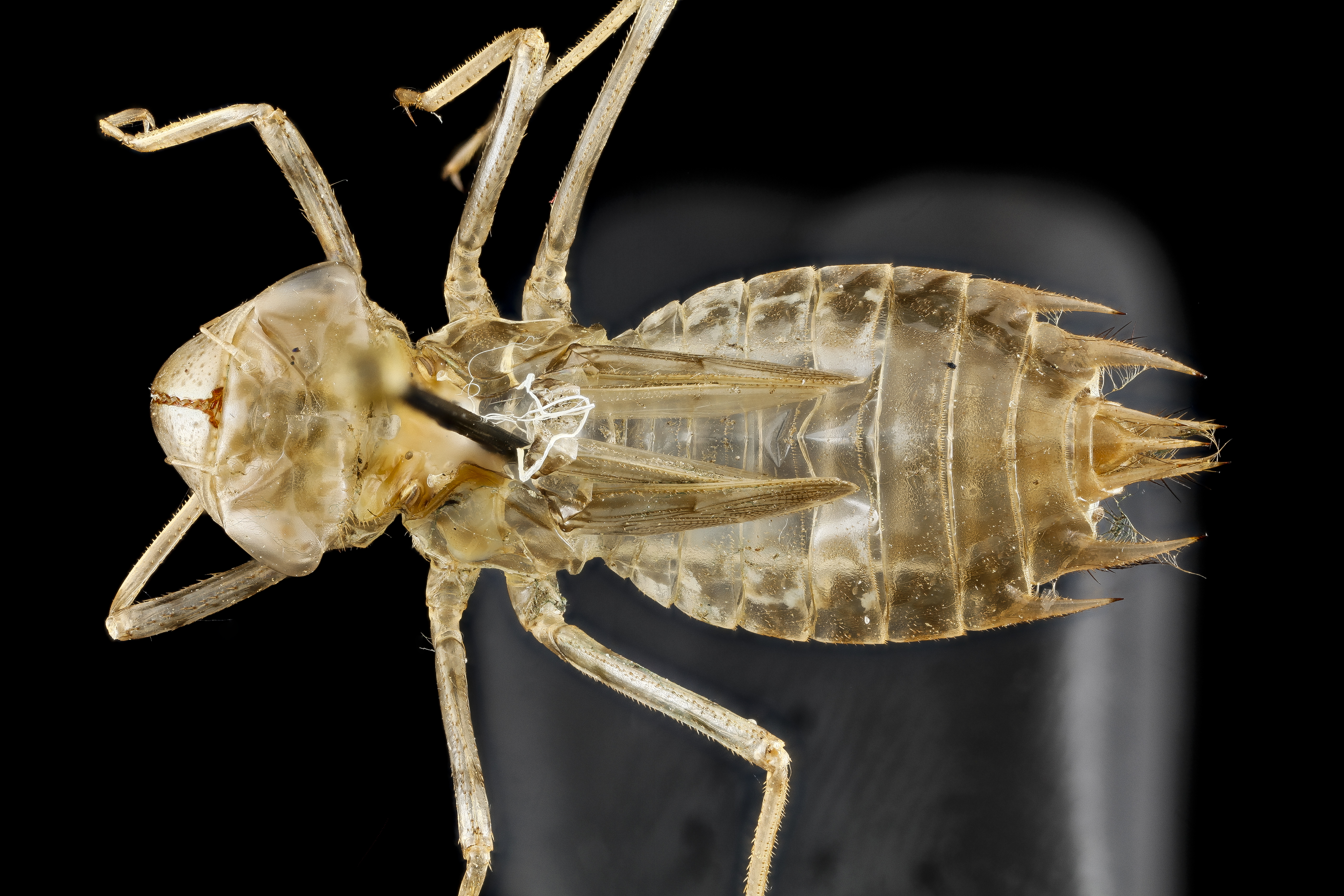